# Hogna maruana
Hogna maruana là một loài nhện trong họ Lycosidae.
Loài này thuộc chi Hogna. Hogna maruana được Carl Friedrich Roewer miêu tả năm 1960.